# 基督教搖滾
基督教摇滚（Christian rock）是摇滚乐的一个分支，歌曲歌词通常聚焦于基督教信仰，内容常涉及耶稣和其他基督教主题。演奏此类音乐的艺术家通常为基督徒。基督教摇滚不仅保留了摇滚乐的基本元素，如吉他、鼓和电子键盘，还结合了基督教的宗教教义，通过音乐表达信仰和灵性。

## 历史

### 1950年代至1960年代基督教对早期摇滚音乐的反应
当摇滚音乐在1950年代开始受到年轻人欢迎时，大多数传统和基要派基督徒并不看好这种音乐，尽管乡村音乐和福音音乐常常影响早期摇滚音乐。1952年，哈佛大学教授阿奇博尔德·戴维森 (Archibald Davison) 总结了传统基督教音乐的声音特点，并解释了其支持者为何可能不喜欢摇滚音乐，他写道：“……一种避免强烈脉冲的节奏；一种旋律，其面貌既不特别鲜明，也不会自发引起兴趣；对位法，注重长时间的优雅表达，而非即时和戏剧性的效果；一种始终在程度上受限并缺乏情感性的半音体系；以及一种营造出毫无疑问的教会氛围的调式。” 从阿奇博尔德·戴维森的描述中，可以清楚看到这两种音乐类型的巨大差异。美国的基督徒不希望他们的孩子接触具有不羁、激动人心的歌声、刺耳的吉他音符和令人着迷的节奏的音乐。摇滚乐与传统截然不同，因此被他们视为威胁。摇滚音乐往往带有明显的性暗示，例如埃尔维斯·普雷斯利（Elvis Presley）的音乐和舞台表演就因其挑逗性的动作而引发争议，但也因此变得极受欢迎。然而，埃尔维斯本人是一个虔诚的信徒，他在1957年发行了一张福音专辑《和平谷》(Peace in the Valley)。
1972年，埃尔维斯·普雷斯利的福音专辑《祂触摸了我》（He Touched Me）在美国的销量超过100万张，并为他赢得了三座格莱美奖中的第二座。除了合辑之外，这是他第三张也是最后一张专注于福音音乐的专辑。专辑中的同名歌曲《He Touched Me》由美国南方福音和当代基督教音乐歌手兼词曲作家比尔·盖瑟（Bill Gaither）于1963年创作。
1960年代，摇滚音乐在艺术上有了发展，达到了全球性的流行，并与激进的反主流文化联系在一起，这使许多基督徒感到疏远。1966年，当时最受欢迎且最具影响力的摇滚乐队之一——披头士乐队（The Beatles）的约翰·列侬（John Lennon）开玩笑说基督教正在衰落，并称披头士“现在比耶稣更受欢迎”。 这句话引发了美国许多基督徒的不满。此前，这支乐队早期浪漫而富有旋律的摇滚歌曲在基督徒看来相对无害，但在列侬发表该言论后，全美各地教会纷纷组织焚烧披头士唱片的活动，列侬也被迫道歉。 随后，披头士和大多数摇滚音乐人开始尝试更为复杂的迷幻风格，这种音乐风格常常使用反建制、涉毒或带有性暗示的歌词，而滚石乐队（The Rolling Stones）则创作了《恶魔的同情》（Sympathy for the Devil，1968），这首歌直接以撒旦的视角进行叙述。对于披头士等音乐人使用的逆向录音技术（backmasking）也引发了撒旦意图的指控，这进一步加深了基督徒对摇滚音乐的抵制。
1960年代晚期，越南战争的升级、民权运动、1968年巴黎学生骚乱等事件成为青年激进主义和政治抗议的催化剂，而这些活动都与摇滚乐队联系在一起，无论这些乐队是否公开表达政治立场。此外，许多人认为摇滚音乐宣扬放纵的生活方式，包括“性、毒品和摇滚乐”，而这种生活方式在许多摇滚明星的行为中得到了体现。然而，人们也逐渐认识到摇滚音乐在音乐和思想上的多样性潜力。1960年代中后期，大量新的摇滚乐队涌现，摇滚音乐取代了更为平和的流行音乐，成为主导性的流行音乐形式。